# 양경숙 (방송인)
양경숙은 대한민국의 방송인이다.2002년에 노사모, 정치인 한화갑, 이영호 전의원등의 4급 보좌관, 열린우리당 방송연설 기획실장, 대변인 등으로 일하였고  이후 라디오21 이사. 총괄 편성제작본부장으로 일하고 있다. 정치자금법으로 실형을 받았고, 아파트 계약확인서 등을 위조한 혐의로 기소돼 1심에서 징역 1년 8개월의 실형을 선고받았지만 2심에서 무죄,3심 최종 대법원에서 무죄 확정 판결을 받았다